# Аквавива, Андреа Маттео IV
Андреа Маттео IV Аквавива д’Арагона (итал. Andrea Matteo IV Acquaviva d'Aragona; ок. 1570—1635), 1-й князь ди Казерта — государственный деятель Неаполитанского королевства.

## Биография
Сын Джулио Антонио Аквавивы д’Арагоны, 1-го князя ди Казерта, и Виттории де Ланнуа, внук Филиппа де Ланнуа.
3-й маркиз ди Белланте, синьор ди Кассано и Альвиньяно.
Человек с большим влиянием, он яростно выступал против идей вице-короля графа де Оливареса, который, желая оказать благосклонность генуэзскому купцу Салуццо, хотел создать общее хранилище, в котором были бы размещены все депозиты королевства. Был подвергнут преследованиям и заключен в тюрьму, но вскоре освобожден приказом Филиппа III. Затем отправился ко двору в Мадрид, где, по словам Помпео Литты, некоторое время жил в «беспримерном великолепии».
В 1606 году отправился на войну в Нидерландах, где командовал отрядом испанских войск в армии Амброджо Спинолы, отличился в деле под Римбергом и в других экспедициях.
Был государственным советником Неаполитанского королевства.
Продолжил начатые его отцом работы по созданию в Казерте княжеского двора, для чего нанял архитектора Джованни Антонио Дозио. Было завершено расширение Палаццо Аквавива, расписанного фресками Белисарио Коренцо, и украшение расположенных позади него садов, начатое Джулио Антонио в 1577 году. В 1601—1607 по распоряженю князя было возведено Палаццо аль-Боскетто с близлежащим францисканским монастырским комплексом Сан-Франческо-ди-Паола (1606), Пернеста (1609) и дворец Бельведер на холме Сан-Леучо.
В 1607 году был пожалован Филиппом III в рыцари ордена Золотого руна.
В 1617 году продал Альвиньяно Джулио Чезаре Капече.
Вел две длительные тяжбы из-за владения Казертой с семейством Рамирес, которые получили на неё инвеституру после потрясений 1528 года, и со своей двоюродной сестрой Анной ди Дьячетто. Продал маркизат Белланте Джузеппе Аквавиве, архиепископу Фиванскому.

## Семья
1-я жена (16.11.1593): Изабелла Караччоло (12.12.1576—?), дочь Карло Караччоло, 6-го графа ди Сант-Анджело, и Анны де Мендосы
Дочь:
- Анна (1596—16.09.1659), 3-я княгиня ди Казерта, 5-я маркиза ди Белланте. Муж (1618): Франческо IV Каэтани (1594—1683), 9-й герцог ди Сермонета

2-я жена: баронесса Франциска фон Пернштейн (ум. ранее 1630), дочь барона Вратислава фон Пернштейна и Марии Максимилианы Манрике де Лары
3-я жена: графиня Мария Полиссена цу Фюрстенберг (29 июля 1588 — 31 мая 1649), дочь графа Альбрехта фон Фюрстенберга и баронессы Изабеллы фон Пернштейн, вдова Эмануэле Джезуальдо, 4-го герцога ди Веноза, 8-го графа ди Конца
Бастард:
- Карло